# Skala istryjska
Skala istryjska – skala muzyczna  stosowana w muzyce ludowej półwyspu Istria (od którego wzięła nazwę) oraz ziem przy zatoce Kvarner, w dzisiejszej Chorwacji. Terminem tym określa się również wykorzystującą ją tradycję muzyczną opartą na dwugłosowej polifonii.
Skala nie jest równomiernie temperowana i składa się z sześciu tonów, w przybliżeniu odpowiadających E-F-G-A♭-B♭-C♭, czyli pierwszym sześciu tonom skali oktatonicznej rozpoczynającej się od E.
Gatunki muzyki ludowej stosujące tę skalę obejmują tarankanje, bugarenje, a także diskanto oraz śpiew na tanko i debelo; typowy jest śpiew dwugłosowy, nosowy, w niewielkich interwałach, często z towarzyszeniem ludowego instrumentu: fletu, fujarki, gajdy, tambury (instrument strunowy szarpany) czy sopili (instrument dęty drewniany, także sopele, roženice). Utwory często pozwalają na improwizację, natomiast zachowywana jest kadencja w oktawie.
Termin został ukuty przez kompozytora Ivana Matetića Ronjgova (1880–1960).
W 2009 roku śpiew długłosowy i muzyka w skali istryjskiej zostały wpisane na listę reprezentatywną niematerialnego dziedzictwa kulturowego ludzkości UNESCO.